# 제3차 고구려-수 전쟁
제3차 고수전쟁(第三次高句麗-隋戰爭)은 613년 수 양제가 고구려를 침략한 전쟁이다. 제2차 여수전쟁 때 백만대군을 막아냈던 요동성이 이번에도 함락되지 않고 버텼으며, 후방에서 보급 담당자 양현감이 반란을 일으키자 양제는 철수했다. 그 와중 양현감의 친구였던 수나라 병부시랑 곡사정이 고구려에 투항해 이런 사정을 알리자 고구려는 뒤늦게 수군의 뒤를 쳐서 약간의 피해를 입혔다.

## 배경
613년 영양왕(?陽王) 24년 봄 정월 수 양제가 조서를 내려 천하의 군사를 탁군에 모으고, 백성들을 모집하여 효과를 만들고, 요동의 옛 성을 수리하여 군량을 저장하였다. 2월, 양광이 근신들에게 "고구려와 같이 하찮은 것들이 상국을 무시하고 있다. 오늘 날 우리의 국력이 바다물을 뽑아내고 산을 옮길 수 있거늘 하물며 이런 따위의 적이야 무엇이 문제이겠는가?"라고 말하고, 고구려를 다시 정벌할 것을 논의하였다. 이 때 좌광록 대부 곽 영이 간하여 말하기를 "오랑캐로서 예절을 지키지 못한 것은 신하로서의 일입니다. 천근 무게의 큰 활은 생쥐를 잡기 위하여 사용하지 않는 법이니, 어찌하여 직접 천자의 자리를 더럽혀 작은 도적을 대적하려 하십니까?"라고 하였으나, 양광은 이 말을 듣지 않았다. 
여름 4월 거가가 요하를 건넜다. 우문술과 양의신을 보내어 평양으로 향하게 하였다. 왕인공이 부여도로 나와 신성에 이르자, 우리 군사 수만명이 막아 싸웠다. 왕인공이 날랜 기병 1천명을 거느리고 우리 군사를 깨뜨렸으므로, 우리 군사는 성문을 닫고 굳게 지켰다. 

## 요동성 전투
제가 여러 장수에게 명하여 요동성을 공격하였는데 편의에 따라 일을 처리하게 하였으므로, 비루(飛樓)·동차(?車)·운제(雲梯)·지도(地道)로 사면에서 함께 진격하여 밤낮으로 쉬지 않았다. 우리는 임기응변으로 막았으므로 20여일 동안 함락되지 않고, 적과 아군 중에 죽은 자가 매우 많았다. 충제의 장대의 길이가 15길이었는데, 심광이 그 꼭대기에 올라가 성을 내려다보며 우리 군사와 싸우는데 칼을 가지고 십수 명을 죽였다. 우리 군사는 다투어 그를 공격하여 그가 떨어지게 되었는데, 미처 땅에 떨어지기 전에 마침 장대에 줄이 늘어져 있어, 심광이 거기에 매달려 다시 올라갔다.
제가 그것을 보고 장하게 여겨 즉시 조산대부에 임명하였다. 요동성이 오랫동안 함락되지 않자, 제가 베 주머니 백여만 개를 만들어 보내 그 속에 흙을 가득 넣어 쌓아 어량대도를 만들었는데, 넓이가 30보나 되고 높이가 성과 가지런하게 되어 전사들이 올라가 공격하였다. 또 바퀴 여덟 달린 누거를 만들었는데, 성보다 높게 하여 어량도를 끼고 성 안을 내려다 보고 쏘면서 기일을 정해 장차 공격하려고 하였으므로, 성 안은 매우 위급하였다. 

## 양현감의 반란과 수나라군의 회군
마침 양현감이 반역하였다는 글이 오니 황제가 크게 두려워하였으며, 또 고관의 자손들이 모두 양현감이 거처하는 곳에 있다는 것을 듣고 더욱 염려하였다. 병부시랑 곡사정이 본래 양현감과 친하였으므로 속으로 불안하여 우리에게 도망하여 왔다. 황제가 밤에 여러 장수를 몰래 불러 군사를 이끌고 돌아갔다. 군수품과 기계와 공격용 도구가 산처럼 쌓였고, 보루와 장막이 그대로여서 움직이지 않았으나, 무리의 마음이 떨며 두려워져 다시 부서를 나눌 새도 없이 여러 길로 흩어졌다. 양광은 밤에 여러 장수들을 조용히 불러 후퇴를 명하였다. 군수 기재와 공격용 도구들이 산더미처럼 쌓였고, 병영과 보루, 장막들도 자리에 둔 채 그대로 있었으나, 군사들의 마음은 흉흉하여 다시 부대를 정비하지 못하고, 여러 길로 흩어졌다. 
우리 군사는 즉시 이것을 깨달았으나 감히 나가지 못하고 다만 성 안에서 북치고 고함을 지를 뿐이었다. 다음날 오시가 되어 그제야 점차 밖으로 나갔으나, 수나라 군사가 속이는 것이 아닐까 하고 의심하였다. 이틀이 지난 뒤에야 비로소 수천명의 군사를 내어 뒤를 밟아 쫓았으나, 수나라 군사가 많은 것을 두려워하여 감히 압박하지 못하고, 항상 8, 90리의 거리를 두었다. 요수에 거의 이르러서 황제의 병영이 다 건넌 것을 알고는 그제야 감히 후군을 압박하였다. 이 때에도 후군의 수가 수만 명이었는데, 우리 군사가 따라 가면서 끝까지 공격하여 대략 수천 명을 죽였다.